# Departamento Soriano
Soriano ist ein Departamento in Uruguay.

## Geographie
Es liegt im Westen des Landes, an der Grenze zu Argentinien, die der Fluss Río Uruguay bildet. Im Norden grenzt es an das Departamento Río Negro, südlich liegt das Nachbardepartamento Colonia und im Osten wird es durch Flores begrenzt. Soriano weist ein leicht hügeliges Relief auf. Von Nordwesten nach Südosten wird das Departamento von der Cuchilla del Bizcocho durchzogen, die dort als Wasserscheide der beiden Flussgebiete des Río San Salvador und des Río Negro fungiert.

## Einwohner und Siedlungsstruktur
Während 2004 noch 84.563 Einwohner gezählt wurden, betrug die im Rahmen der Volkszählung des Jahres 2011 ermittelte Einwohnerzahl 82.595. Davon waren 40.853 Männer und 41.742 Frauen. Die Hauptstadt Mercedes hat 42.032 Einwohner (Stand: 2004) und liegt am Río Negro unweit dessen Mündung in den Río Uruguay. Es ist eine alte Kolonialstadt, die im Sommer wegen ihrer Lage am Fluss ein beliebtes Touristenzentrum ist.
Zweitwichtigste Stadt ist das etwas weiter südlich gelegene Dolores, eine Hafenstadt mit 15.753 Einwohnern (Stand: 2004). Weitere in Soriano gelegene Städte sind Cardona, Chacras de Dolores, José Enrique Rodó, Palmitas und Villa Soriano.

## Infrastruktur

### Bildung
Soriano verfügt über insgesamt neun weiterführende Schulen (Liceos), in denen 5.896 Schüler von 566 Lehrern unterrichtet werden. Das älteste Liceo des Departamentos ist das in der Departamento-Hauptstadt Mercedes angesiedelte, 1903 gegründete Liceo N° 2 "Luis Alberto Zanzi". (Stand: Dezember 2008)

## Politik
Die Führungsposition der Exekutive des Departamentos, das Amt des Intendente, hat Guillermo Besozzi von der Partido Nacional inne.